# 1860 في السلفادور
فيما يلي قوائم الأحداث التي وقعت خلال عام 1860 في السلفادور.

## سياسة

### تعيين في المنصب
- 16 ديسمبر – خوسيه ماريا بيرالتا رئيس السلفادور.

## مواليد

### يناير
- 1 يناير – بيو روميرو بوسكي سياسي سلفادوري.

## وفيات

### يونيو
- 11 يونيو – خوسيه داميان فيلاكورتا (مواليد 1796)